# Weeke Without
Weeke Without var en civil parish från 1894 till 1932 då den blev en del av Winchester och Hursley, i grevskapet Hampshire, i England. Civil parish hade 366 invånare år 1931.